# Laurence Vanceunebrock
Laurence Vanceunebrock, née le 6 mai 1970 à Avion (Pas-de-Calais), est une femme politique française.
Membre de La République en marche, elle est députée de la 2e circonscription de l'Allier de 2017 à 2022.

## Jeunesse, carrière et famille
Laurence Vanceunebrock passe sa jeunesse à Saint-Folquin dans le Pas-de-Calais. Après une formation à l’École nationale de police de Roubaix au début des années 1990, elle commence sa carrière en tant que gardienne de la paix au commissariat de Bobigny en région parisienne avant de rejoindre le commissariat de Vichy dans l'Allier, où elle traite des dossiers de violences faites aux femmes, de problèmes intrafamiliaux et d’urbanisme.
Elle est la mère biologique d'une fille qu'elle a eue par procréation médicalement assistée en Belgique, la PMA n'étant pas autorisée à l'époque en France pour les femmes seules et les couples homosexuels. Elle s'est séparée de son ex-compagne avant l'ouverture du mariage aux couples homosexuels en 2013. N'ayant pas porté l'enfant de son ex-compagne, elle n'a pas pu adopter légalement la fille de celle-ci, situation qu'elle déplore : « S'il arrive quelque chose à la plus jeune, il faudra appeler la “mère du ventre” pour prendre d’éventuelles décisions médicales ».

## Députée

### Élection en 2017
Elle est élue députée de la 2e circonscription de l'Allier sous l'étiquette LREM lors des élections législatives de juin 2017. Elle l'emporte au second tour avec 52,05 % des suffrages exprimés face à Daniel Dugléry (Les Républicains). Après Françoise Gaspard, Laurence Vanceunebrock est la deuxième députée ouvertement lesbienne à siéger à l'Assemblée nationale.

### Activité législative

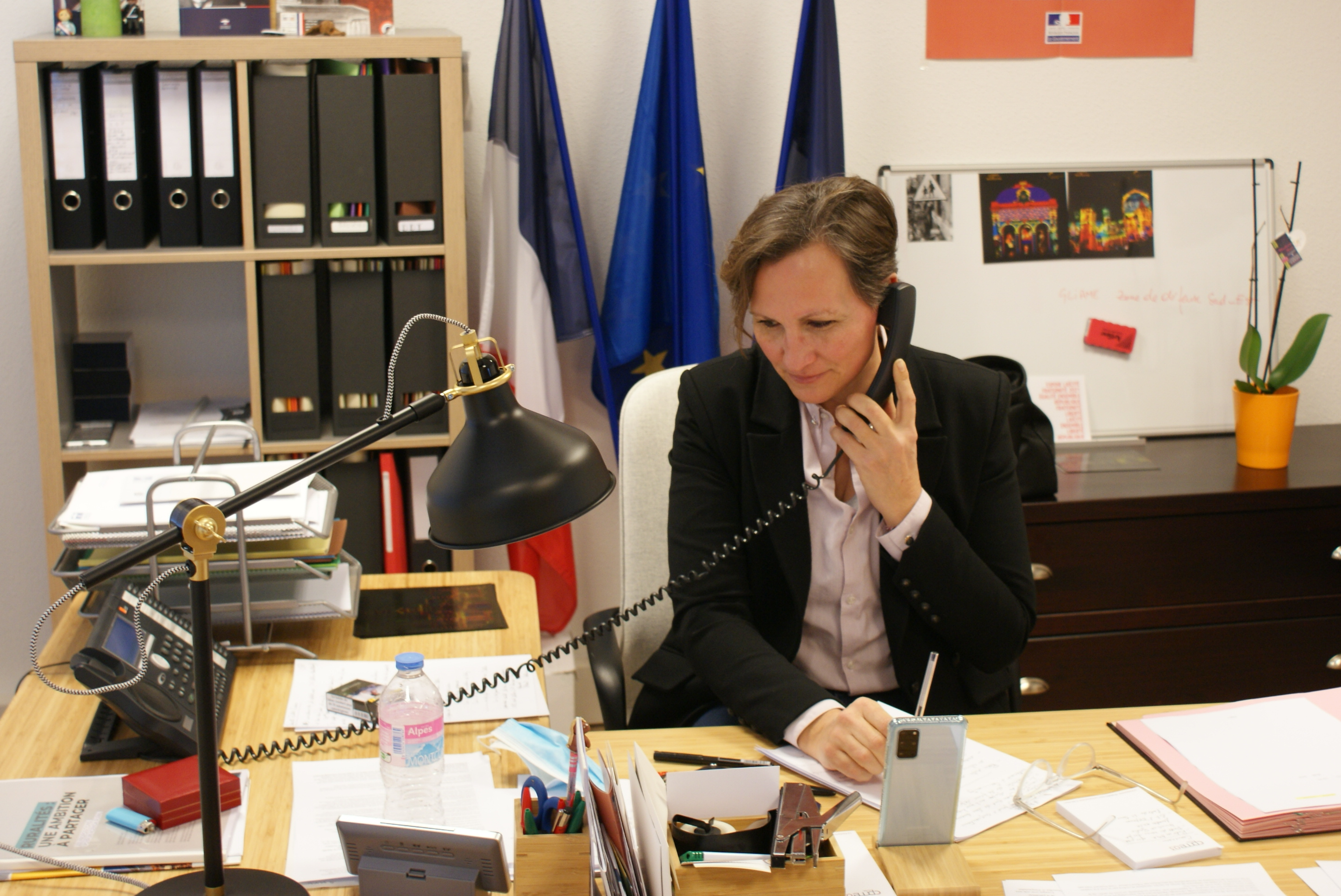
Laurence Vanceunebrock à son bureau.

Dès 2017, elle travaille sur une proposition de loi visant à interdire les « thérapies de conversion »,. En octobre 2020, elle exprime sa crainte que son texte soit dénaturé par la ministre Marlène Schiappa, qui annonce son intention d'inscrire cette interdiction dans le projet de loi confortant les principes républicains. En avril 2021, elle reçoit le soutien des artistes Eddy de Pretto et Hoshi. Ces derniers demandent à Christophe Castaner que la proposition de loi de la députée soit mise à l'ordre du jour de l'Assemblée nationale. 
En octobre 2021, Laurence Vanceunebrock est la rapporteure de sa proposition de loi interdisant les pratiques visant à modifier l'orientation sexuelle ou l'identité de genre d'une personne. Le texte est adopté à l'unanimité en première lecture par l'Assemblée nationale. La loi est adoptée en janvier 2022.
Durant la pandémie de Covid-19, elle mène un collectif de 12 parlementaires issus de la majorité qui demande que l’enveloppe consacrée aux « parcours de sortie de la prostitution », instaurée par la loi d’avril 2016, soit utilisée pour subvenir à l’urgence humanitaire des travailleuses du sexe.

### Positionnement au sein du groupe LREM
Le 24 avril 2019, elle menace pour la première fois de quitter son groupe La République en marche si aucune mesure d'exclusion n'est prise à l'encontre de sa collègue de l'Oise, Agnès Thill. Elle accuse cette dernière de tenir des propos discriminants envers les personnes LGBT.
Le 22 novembre 2020, elle annonce sur Twitter qu'elle ne se reconnaît plus dans le mouvement d'Emmanuel Macron. Cependant, elle se félicite de la décision de la majorité d'une « réécriture totale » de l'article 24 de la proposition de loi relative à la sécurité globale, et se dit « prête à poursuivre le travail engagé autour de l'aménagement de l'article 24 de cette loi, en toute responsabilité et en toute loyauté, en continuant de défendre les valeurs qui nous sont chères ».

### Candidatures en 2022 et 2024
Candidate à sa réélection aux élections législatives de 2022, elle est éliminée dès le premier tour,.
À la suite de la dissolution de l'Assemblée nationale, elle est candidate aux élections législatives de 2024 dans la 2e circonscription de l'Allier. Elle est à nouveau battue dès le premier tour.

## Détail des fonctions et mandats

### Mandats électifs
- 21 juin 2017 - 21 juin 2022 : députée de la  2e circonscription de l'Allier.